# Sinas (cràter)

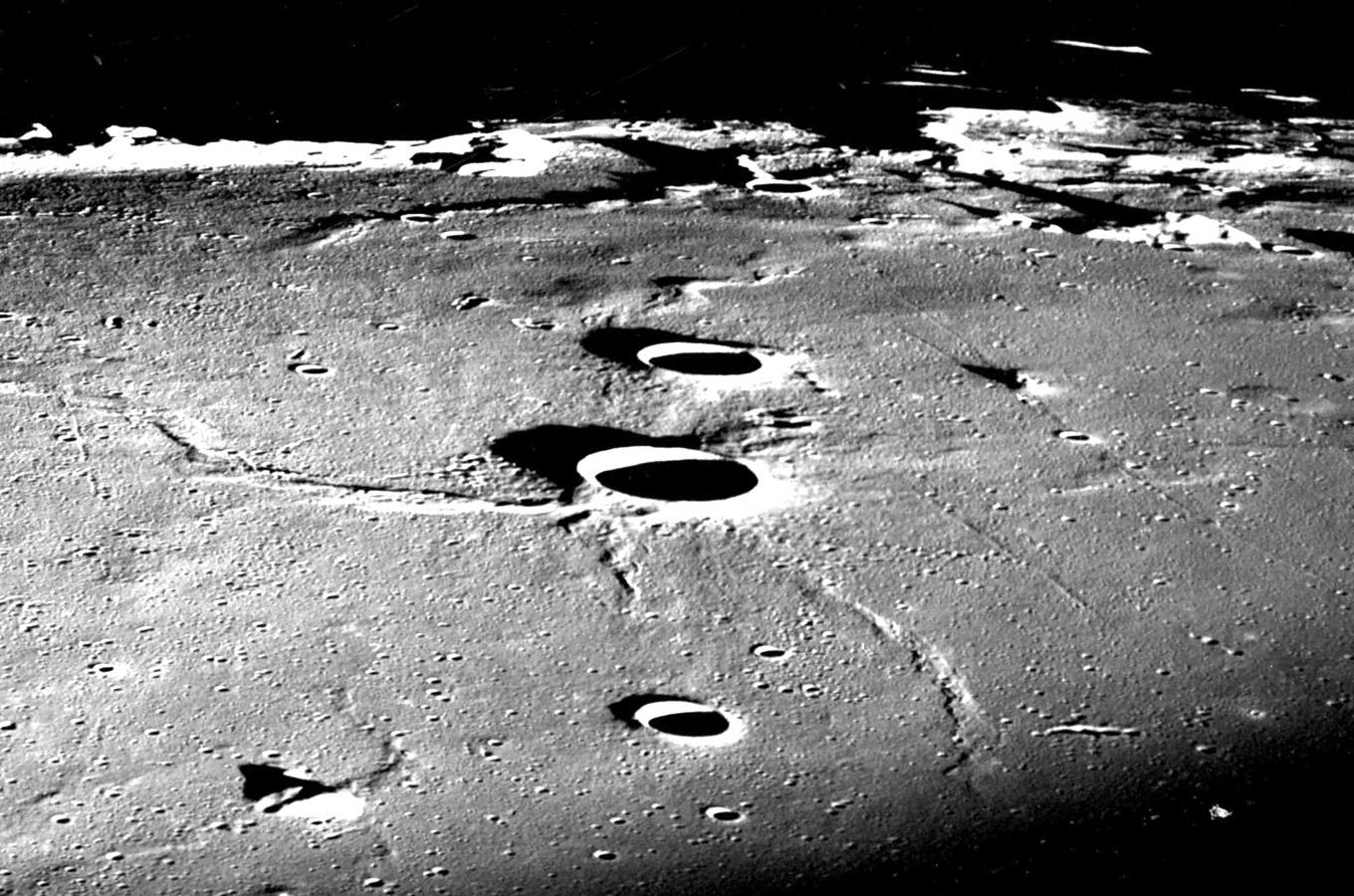
Fotografia de la missió Apol·lo 8

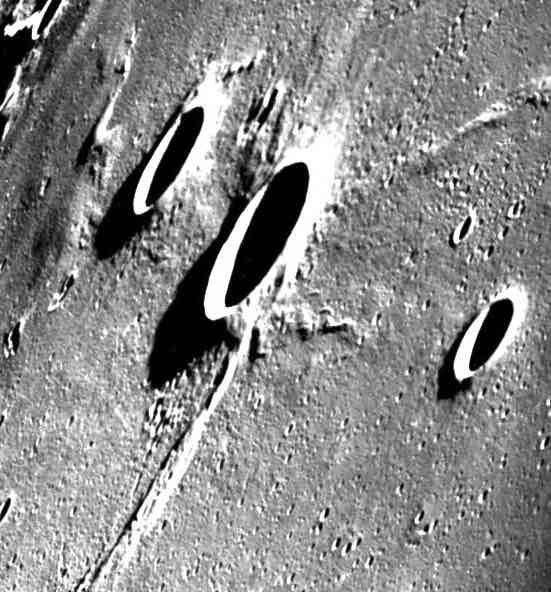
Fotografia de la missió Apol·lo 8

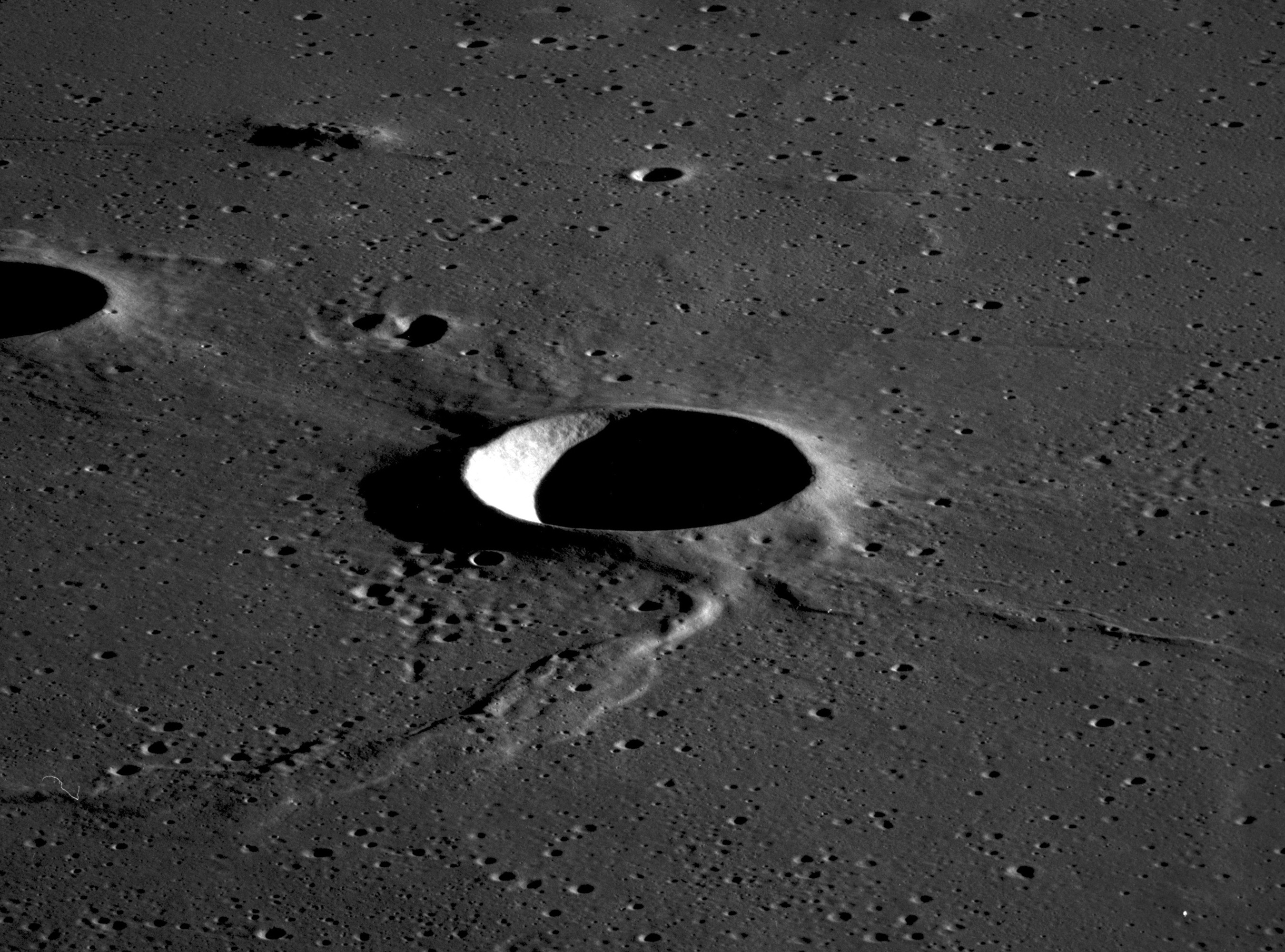
Fotografia de la missió Apol·lo 11

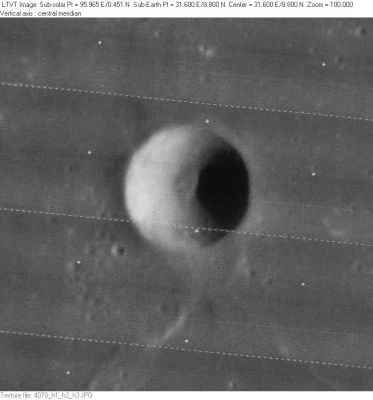
Fotografia de la missió Lunar Orbiter 4

Sinas és un petit cràter d'impacte que es troba en la part oriental de la Lluna, sobre la Mare Tranquillitatis. És una formació aïllada que es troba molt prop del punt central de la mar lunar. Entre els cràters propers s'inclouen Jansen i Carrel al nord-oest, Aryabhata al sud-est, i Maskelyne al sud.

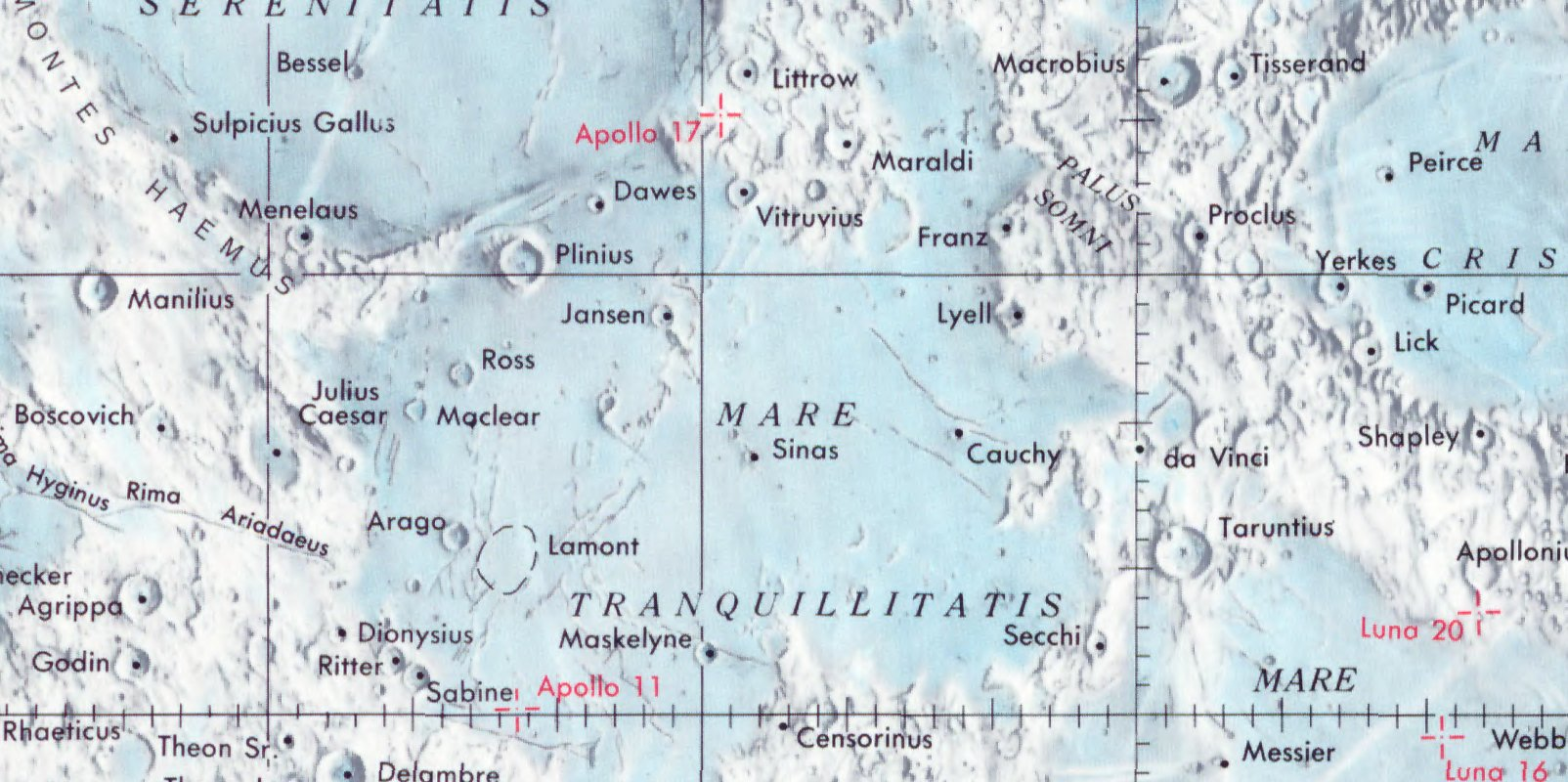
Localització del cràter Sinas (centre de la imatge)

De contorn circular, té forma de bol, amb una petita plataforma al punt central. Un dorsum creua la vora aquest del cràter, amb diversos doms lunars localitzats al nord. És anomenat així pel magnat grec Simon Sinas.

## Cràters satèl·lit
Per convenció aquests elements són identificats en els mapes lunars posant la lletra en el costat del punt central del cràter que està més proper a Sinas. Sinas A jeu al sud-est, amb Sinas E al nord-oest, a una distància més curta. Sinas G, H i J apareixen a l'est-nord-est, a major distància, i Sinas K es troba més al sud-est.
|       | \| Sinas \| Coordenades \| Diàmetre \| \| ----- \| ------------------------------------ \| -------- \| \| A \| 7° 48′ N, 32° 36′ E / 7.8°N,32.6°E \| 6 km \| \| E \| 9° 42′ N, 31° 00′ E / 9.7°N,31.0°E \| 9 km \| \| G \| 9° 36′ N, 34° 18′ E / 9.6°N,34.3°E \| 5 km \| \| H \| 10° 00′ N, 33° 30′ E / 10.0°N,33.5°E \| 6 km \| \| J \| 10° 18′ N, 33° 42′ E / 10.3°N,33.7°E \| 6 km \| \| K \| 6° 48′ N, 33° 06′ E / 6.8°N,33.1°E \| 5 km \| |          |
| Sinas | Coordenades | Diàmetre |
| A     | 7° 48′ N, 32° 36′ E / 7.8°N,32.6°E | 6 km     |
| E     | 9° 42′ N, 31° 00′ E / 9.7°N,31.0°E | 9 km     |
| G     | 9° 36′ N, 34° 18′ E / 9.6°N,34.3°E | 5 km     |
| H     | 10° 00′ N, 33° 30′ E / 10.0°N,33.5°E | 6 km     |
| J     | 10° 18′ N, 33° 42′ E / 10.3°N,33.7°E | 6 km     |
| K     | 6° 48′ N, 33° 06′ E / 6.8°N,33.1°E | 5 km     |